# Barāgaon (ort i Indien, Varanasi)
Barāgaon är en ort i Indien.   Den ligger i distriktet Varanasi och delstaten Uttar Pradesh, i den centrala delen av landet, 700 km sydost om huvudstaden New Delhi. Barāgaon ligger 89 meter över havet och antalet invånare är 11 362.
Terrängen runt Barāgaon är mycket platt. Runt Barāgaon är det mycket tätbefolkat, med 2 915 invånare per kvadratkilometer. Det finns inga andra samhällen i närheten. Trakten runt Barāgaon består till största delen av jordbruksmark.